# Khān Moḩammad
Khān Moḩammad (persiska: خان مُحَمَّدلو, خان محمد, Khān Moḩammadlū) är en ort i Iran.   Den ligger i provinsen Ardabil, i den nordvästra delen av landet, 500 km nordväst om huvudstaden Teheran. Khān Moḩammad ligger 785 meter över havet och antalet invånare är 177.
Terrängen runt Khān Moḩammad är lite kuperad. Runt Khān Moḩammad är det ganska tätbefolkat, med 58 invånare per kvadratkilometer. Närmaste större samhälle är Kūrāmālū, 7,5 km söder om Khān Moḩammad. Trakten runt Khān Moḩammad består till största delen av jordbruksmark.